# Lista över fornlämningar i Mörbylånga kommun (Hulterstad)
Lista över fornlämningar i Mörbylånga kommun (Hulterstad) är en förteckning av ett urval av de fornlämningar som finns i Hulterstad i Mörbylånga kommun.
| Namn                                     | Lämningstyp                      | Tillkomsttid | Historisk indelning | Plats | Läge                 | ID-nr          | Bild                                      |
| ---------------------------------------- | -------------------------------- | ------------ | ------------------- | ----- | -------------------- | -------------- | ----------------------------------------- |
| Hulterstad 1:1                           | Stensättning                     |              | Hulterstad, Öland   |       | 56.410125, 16.501751 | 10081900010001 | Ladda upp en bild av detta fornminne      |
| Hulterstad 2:1                           | Stensättning                     |              | Hulterstad, Öland   |       | 56.418079, 16.506294 | 10081900020001 | Ladda upp en bild av detta fornminne      |
| Ammatornsröret (Hulterstad 3:1)          | Röse                             |              | Hulterstad, Öland   |       | 56.445735, 16.508003 | 10081900030001 | Ladda upp en till bild av detta fornminne |
| Hulterstad 5:1                           | Husgrund, förhistorisk/medeltida |              | Hulterstad, Öland   |       | 56.447365, 16.561437 | 10081900050001 | Ladda upp en bild av detta fornminne      |
| Hulterstad 5:2                           | Stensättning                     |              | Hulterstad, Öland   |       | 56.447261, 16.561295 | 10081900050002 | Ladda upp en bild av detta fornminne      |
| Hulterstad 5:3                           | Stensättning                     |              | Hulterstad, Öland   |       | 56.447148, 16.561253 | 10081900050003 | Ladda upp en bild av detta fornminne      |
| Hulterstad 6:1                           | Husgrund, förhistorisk/medeltida |              | Hulterstad, Öland   |       | 56.447204, 16.560474 | 10081900060001 | Ladda upp en bild av detta fornminne      |
| Hulterstad 7:1                           | Hög                              |              | Hulterstad, Öland   |       | 56.449170, 16.552313 | 10081900070001 | Ladda upp en bild av detta fornminne      |
| Hulterstad 10:1                          | Stensättning                     |              | Hulterstad, Öland   |       | 56.456155, 16.532517 | 10081900100001 | Ladda upp en bild av detta fornminne      |
| Hulterstad 10:3                          | Stensättning                     |              | Hulterstad, Öland   |       | 56.456026, 16.532380 | 10081900100003 | Ladda upp en bild av detta fornminne      |
| Hulterstad 11:1                          | Stensättning                     |              | Hulterstad, Öland   |       | 56.444622, 16.526827 | 10081900110001 | Ladda upp en bild av detta fornminne      |
| Hulterstad 12:1                          | Stensättning                     |              | Hulterstad, Öland   |       | 56.442560, 16.530609 | 10081900120001 | Ladda upp en bild av detta fornminne      |
| Hulterstad 13:1                          | Stensättning                     |              | Hulterstad, Öland   |       | 56.435270, 16.526899 | 10081900130001 | Ladda upp en bild av detta fornminne      |
| Hulterstad 13:2                          | Stensättning                     |              | Hulterstad, Öland   |       | 56.435115, 16.526977 | 10081900130002 | Ladda upp en bild av detta fornminne      |
| Hulterstad 13:3                          | Stensättning                     |              | Hulterstad, Öland   |       | 56.435026, 16.526897 | 10081900130003 | Ladda upp en bild av detta fornminne      |
| Hulterstad 13:4                          | Stensättning                     |              | Hulterstad, Öland   |       | 56.435570, 16.526657 | 10081900130004 | Ladda upp en bild av detta fornminne      |
| Hulterstad 14:1                          | Stensättning                     |              | Hulterstad, Öland   |       | 56.488853, 16.576320 | 10081900140001 | Ladda upp en bild av detta fornminne      |
| Hulterstad 14:2                          | Stenkistgrav                     |              | Hulterstad, Öland   |       | 56.488922, 16.576447 | 10081900140002 | Ladda upp en bild av detta fornminne      |
| Gösslunda rör (röset). (Hulterstad 15:1) | Gravfält                         |              | Hulterstad, Öland   |       | 56.490350, 16.525166 | 10081900150001 | Ladda upp en till bild av detta fornminne |
| Hulterstad 16:1                          | Stensättning                     |              | Hulterstad, Öland   |       | 56.497491, 16.517472 | 10081900160001 | Ladda upp en bild av detta fornminne      |
| Hulterstad 17:1                          | Stensättning                     |              | Hulterstad, Öland   |       | 56.492312, 16.533114 | 10081900170001 | Ladda upp en bild av detta fornminne      |
| Hulterstad 18:1                          | Stensättning                     |              | Hulterstad, Öland   |       | 56.488514, 16.533958 | 10081900180001 | Ladda upp en bild av detta fornminne      |
| Hulterstad 19:1                          | Stensättning                     |              | Hulterstad, Öland   |       | 56.489262, 16.516597 | 10081900190001 | Ladda upp en bild av detta fornminne      |
| Triberga borg (Hulterstad 20:1)          | Fornborg                         |              | Hulterstad, Öland   |       | 56.471529, 16.562121 | 10081900200001 | Ladda upp en till bild av detta fornminne |
| Hulterstad 21:1                          | Stensättning                     |              | Hulterstad, Öland   |       | 56.477806, 16.544386 | 10081900210001 | Ladda upp en bild av detta fornminne      |
| Hulterstad 22:1                          | Gravfält                         |              | Hulterstad, Öland   |       | 56.483302, 16.540961 | 10081900220001 | Ladda upp en bild av detta fornminne      |
| Hulterstad 23:1                          | Husgrund, förhistorisk/medeltida |              | Hulterstad, Öland   |       | 56.483152, 16.534909 | 10081900230001 | Ladda upp en bild av detta fornminne      |
| Hulterstad 23:4                          | Husgrund, förhistorisk/medeltida |              | Hulterstad, Öland   |       | 56.483061, 16.534916 | 10081900230004 | Ladda upp en bild av detta fornminne      |
| Hulterstad 23:5                          | Husgrund, förhistorisk/medeltida |              | Hulterstad, Öland   |       | 56.483052, 16.535081 | 10081900230005 | Ladda upp en bild av detta fornminne      |
| Hulterstad 25:1                          | Husgrund, förhistorisk/medeltida |              | Hulterstad, Öland   |       | 56.482410, 16.536629 | 10081900250001 | Ladda upp en bild av detta fornminne      |
| Hulterstad 27:1                          | Stensättning                     |              | Hulterstad, Öland   |       | 56.479767, 16.536171 | 10081900270001 | Ladda upp en bild av detta fornminne      |
| Hulterstad 28:1                          | Stensättning                     |              | Hulterstad, Öland   |       | 56.477195, 16.536868 | 10081900280001 | Ladda upp en bild av detta fornminne      |
| Hulterstad 29:1                          | Husgrund, förhistorisk/medeltida |              | Hulterstad, Öland   |       | 56.482058, 16.533042 | 10081900290001 | Ladda upp en bild av detta fornminne      |
| Hulterstad 30:1                          | Stensättning                     |              | Hulterstad, Öland   |       | 56.477996, 16.534023 | 10081900300001 | Ladda upp en bild av detta fornminne      |
| Hulterstad 31:1                          | Röse                             |              | Hulterstad, Öland   |       | 56.469949, 16.527386 | 10081900310001 | Ladda upp en bild av detta fornminne      |
| Hulterstad 31:2                          | Stensättning                     |              | Hulterstad, Öland   |       | 56.470033, 16.527689 | 10081900310002 | Ladda upp en bild av detta fornminne      |
| Hulterstad 31:3                          | Stensättning                     |              | Hulterstad, Öland   |       | 56.470087, 16.527569 | 10081900310003 | Ladda upp en bild av detta fornminne      |
| Hulterstad 31:4                          | Stensättning                     |              | Hulterstad, Öland   |       | 56.470134, 16.527385 | 10081900310004 | Ladda upp en bild av detta fornminne      |
| Hulterstad 32:1                          | Stensättning                     |              | Hulterstad, Öland   |       | 56.469279, 16.537582 | 10081900320001 | Ladda upp en bild av detta fornminne      |
| Hulterstad 33:1                          | Stensättning                     |              | Hulterstad, Öland   |       | 56.469125, 16.538341 | 10081900330001 | Ladda upp en bild av detta fornminne      |
| Hulterstad 33:2                          | Stensättning                     |              | Hulterstad, Öland   |       | 56.469109, 16.538925 | 10081900330002 | Ladda upp en bild av detta fornminne      |
| Hulterstad 33:3                          | Stensättning                     |              | Hulterstad, Öland   |       | 56.469236, 16.538042 | 10081900330003 | Ladda upp en bild av detta fornminne      |
| Hulterstad 34:1                          | Stensättning                     |              | Hulterstad, Öland   |       | 56.468837, 16.537923 | 10081900340001 | Ladda upp en bild av detta fornminne      |
| Hulterstad 35:1                          | Stensättning                     |              | Hulterstad, Öland   |       | 56.465358, 16.538134 | 10081900350001 | Ladda upp en bild av detta fornminne      |
| Hulterstad 36:1                          | Stensättning                     |              | Hulterstad, Öland   |       | 56.464276, 16.537744 | 10081900360001 | Ladda upp en bild av detta fornminne      |
| Hulterstad 36:2                          | Stensättning                     |              | Hulterstad, Öland   |       | 56.464187, 16.537851 | 10081900360002 | Ladda upp en bild av detta fornminne      |
| Hulterstad 36:3                          | Stensättning                     |              | Hulterstad, Öland   |       | 56.463997, 16.537693 | 10081900360003 | Ladda upp en bild av detta fornminne      |
| Hulterstad 36:4                          | Stensättning                     |              | Hulterstad, Öland   |       | 56.463780, 16.537670 | 10081900360004 | Ladda upp en bild av detta fornminne      |
| Hulterstad 38:1                          | Gravfält                         |              | Hulterstad, Öland   |       | 56.462942, 16.536987 | 10081900380001 | Ladda upp en bild av detta fornminne      |
| Hulterstad 39:1                          | Gravfält                         |              | Hulterstad, Öland   |       | 56.467376, 16.558071 | 10081900390001 | Ladda upp en bild av detta fornminne      |
| Hulterstad 43:1                          | Husgrund, förhistorisk/medeltida |              | Hulterstad, Öland   |       | 56.480104, 16.596606 | 10081900430001 | Ladda upp en bild av detta fornminne      |
| Hulterstad 44:1                          | Stensättning                     |              | Hulterstad, Öland   |       | 56.482270, 16.603417 | 10081900440001 | Ladda upp en bild av detta fornminne      |
| Hulterstad 45:1                          | Stensättning                     |              | Hulterstad, Öland   |       | 56.475184, 16.602129 | 10081900450001 | Ladda upp en bild av detta fornminne      |
| Hulterstad 48:1                          | Stensättning                     |              | Hulterstad, Öland   |       | 56.427978, 16.576254 | 10081900480001 | Ladda upp en bild av detta fornminne      |
| Hulterstad 49:1                          | Stensättning                     |              | Hulterstad, Öland   |       | 56.462881, 16.604142 | 10081900490001 | Ladda upp en bild av detta fornminne      |
| Finnöra (Hulterstad 50:1)                | Gravfält                         |              | Hulterstad, Öland   |       | 56.462462, 16.603230 | 10081900500001 | Ladda upp en bild av detta fornminne      |
| Hulterstad 51:1                          | Stensättning                     |              | Hulterstad, Öland   |       | 56.462754, 16.600258 | 10081900510001 | Ladda upp en bild av detta fornminne      |
| Hulterstad 52:1                          | Stensättning                     |              | Hulterstad, Öland   |       | 56.462967, 16.601033 | 10081900520001 | Ladda upp en bild av detta fornminne      |
| Hulterstad 53:1                          | Stensättning                     |              | Hulterstad, Öland   |       | 56.462125, 16.600834 | 10081900530001 | Ladda upp en bild av detta fornminne      |
| Hulterstad 55:1                          | Stensättning                     |              | Hulterstad, Öland   |       | 56.461487, 16.603912 | 10081900550001 | Ladda upp en bild av detta fornminne      |
| Hulterstad 55:2                          | Stensättning                     |              | Hulterstad, Öland   |       | 56.461414, 16.603812 | 10081900550002 | Ladda upp en bild av detta fornminne      |
| Hulterstad 55:3                          | Stensättning                     |              | Hulterstad, Öland   |       | 56.461378, 16.603697 | 10081900550003 | Ladda upp en bild av detta fornminne      |
| Hulterstad 55:4                          | Stensättning                     |              | Hulterstad, Öland   |       | 56.461294, 16.603662 | 10081900550004 | Ladda upp en bild av detta fornminne      |
| Hulterstad 55:5                          | Stensättning                     |              | Hulterstad, Öland   |       | 56.460900, 16.603201 | 10081900550005 | Ladda upp en bild av detta fornminne      |
| Hulterstad 55:6                          | Stensättning                     |              | Hulterstad, Öland   |       | 56.460984, 16.603301 | 10081900550006 | Ladda upp en bild av detta fornminne      |
| Hulterstad 55:7                          | Stensättning                     |              | Hulterstad, Öland   |       | 56.461038, 16.603433 | 10081900550007 | Ladda upp en bild av detta fornminne      |
| Hulterstad 58:1                          | Stensättning                     |              | Hulterstad, Öland   |       | 56.453986, 16.598049 | 10081900580001 | Ladda upp en bild av detta fornminne      |
| Hulterstad 59:1                          | Gravfält                         |              | Hulterstad, Öland   |       | 56.452387, 16.597913 | 10081900590001 | Ladda upp en bild av detta fornminne      |
| Hulterstad 60:1                          | Grav markerad av sten/block      |              | Hulterstad, Öland   |       | 56.451630, 16.597615 | 10081900600001 | Ladda upp en bild av detta fornminne      |
| Hulterstad 66:1                          | Grav markerad av sten/block      |              | Hulterstad, Öland   |       | 56.475414, 16.576191 | 10081900660001 | Ladda upp en bild av detta fornminne      |
| Hulterstad 66:2                          | Stensättning                     |              | Hulterstad, Öland   |       | 56.475426, 16.576173 | 10081900660002 | Ladda upp en bild av detta fornminne      |
| Hulterstad 67:1                          | Grav markerad av sten/block      |              | Hulterstad, Öland   |       | 56.475545, 16.575682 | 10081900670001 | Ladda upp en bild av detta fornminne      |
| Tre stenar (Hulterstad 68:1)             | Grav markerad av sten/block      |              | Hulterstad, Öland   |       | 56.474557, 16.576113 | 10081900680001 | Ladda upp en bild av detta fornminne      |
| Tre stenar (Hulterstad 68:2)             | Grav markerad av sten/block      |              | Hulterstad, Öland   |       | 56.474560, 16.576156 | 10081900680002 | Ladda upp en bild av detta fornminne      |
| Tre stenar (Hulterstad 68:3)             | Grav markerad av sten/block      |              | Hulterstad, Öland   |       | 56.474559, 16.576242 | 10081900680003 | Ladda upp en bild av detta fornminne      |
| Hulterstad 69:1                          | Stenkrets                        |              | Hulterstad, Öland   |       | 56.471178, 16.575867 | 10081900690001 | Ladda upp en bild av detta fornminne      |
| Hulterstad 70:1                          | Gravfält                         |              | Hulterstad, Öland   |       | 56.471523, 16.575617 | 10081900700001 | Ladda upp en bild av detta fornminne      |
| Hulterstad 71:1                          | Grav markerad av sten/block      |              | Hulterstad, Öland   |       | 56.464078, 16.574174 | 10081900710001 | Ladda upp en bild av detta fornminne      |
| Hulterstad 73:1                          | Gravfält                         |              | Hulterstad, Öland   |       | 56.463285, 16.573899 | 10081900730001 | Ladda upp en bild av detta fornminne      |
| Hulterstad 74:1                          | Stensättning                     |              | Hulterstad, Öland   |       | 56.456193, 16.571049 | 10081900740001 | Ladda upp en bild av detta fornminne      |
| Hulterstad 77:1                          | Stenkistgrav                     |              | Hulterstad, Öland   |       | 56.443744, 16.565451 | 10081900770001 | Ladda upp en bild av detta fornminne      |
| Hulterstad 77:2                          | Hög                              |              | Hulterstad, Öland   |       | 56.444054, 16.565532 | 10081900770002 | Ladda upp en bild av detta fornminne      |
| Hulterstad 77:3                          | Hög                              |              | Hulterstad, Öland   |       | 56.444217, 16.565463 | 10081900770003 | Ladda upp en bild av detta fornminne      |
| Hulterstad 77:4                          | Stenkistgrav                     |              | Hulterstad, Öland   |       | 56.444038, 16.565357 | 10081900770004 | Ladda upp en bild av detta fornminne      |
| Hulterstad 80:1                          | Stensättning                     |              | Hulterstad, Öland   |       | 56.442942, 16.565007 | 10081900800001 | Ladda upp en bild av detta fornminne      |
| Hulterstad 84:1                          | Husgrund, förhistorisk/medeltida |              | Hulterstad, Öland   |       | 56.438399, 16.565264 | 10081900840001 | Ladda upp en bild av detta fornminne      |
| Hulterstad (Hulterstad 86:1)             | Gravfält                         |              | Hulterstad, Öland   |       | 56.438249, 16.563677 | 10081900860001 | Ladda upp en till bild av detta fornminne |
| Hulterstad (Hulterstad 86:2)             | Grav markerad av sten/block      |              | Hulterstad, Öland   |       | 56.440795, 16.564913 | 10081900860002 | Ladda upp en bild av detta fornminne      |
| Hulterstad (Hulterstad 86:3)             | Grav markerad av sten/block      |              | Hulterstad, Öland   |       | 56.440297, 16.564819 | 10081900860003 | Ladda upp en bild av detta fornminne      |
| Hulterstad (Hulterstad 86:4)             | Grav markerad av sten/block      |              | Hulterstad, Öland   |       | 56.440216, 16.564803 | 10081900860004 | Ladda upp en bild av detta fornminne      |
| Hulterstad (Hulterstad 86:5)             | Grav markerad av sten/block      |              | Hulterstad, Öland   |       | 56.440098, 16.564926 | 10081900860005 | Ladda upp en bild av detta fornminne      |
| Hulterstad (Hulterstad 86:6)             | Stensättning                     |              | Hulterstad, Öland   |       | 56.439953, 16.565268 | 10081900860006 | Ladda upp en bild av detta fornminne      |
| Hulterstad (Hulterstad 86:7)             | Grav markerad av sten/block      |              | Hulterstad, Öland   |       | 56.439229, 16.564934 | 10081900860007 | Ladda upp en bild av detta fornminne      |
| Hulterstad (Hulterstad 86:8)             | Grav markerad av sten/block      |              | Hulterstad, Öland   |       | 56.439142, 16.564636 | 10081900860008 | Ladda upp en bild av detta fornminne      |
| Hulterstad (Hulterstad 86:9)             | Grav markerad av sten/block      |              | Hulterstad, Öland   |       | 56.439050, 16.564844 | 10081900860009 | Ladda upp en bild av detta fornminne      |
| Hulterstad 88:1                          | Röse                             |              | Hulterstad, Öland   |       | 56.424286, 16.549706 | 10081900880001 | Ladda upp en bild av detta fornminne      |
| Hulterstad 90:1                          | Husgrund, förhistorisk/medeltida |              | Hulterstad, Öland   |       | 56.413012, 16.555304 | 10081900900001 | Ladda upp en bild av detta fornminne      |
| Hulterstad 90:2                          | Husgrund, förhistorisk/medeltida |              | Hulterstad, Öland   |       | 56.413047, 16.555540 | 10081900900002 | Ladda upp en bild av detta fornminne      |
| Hulterstad 90:3                          | Husgrund, förhistorisk/medeltida |              | Hulterstad, Öland   |       | 56.412785, 16.555374 | 10081900900003 | Ladda upp en bild av detta fornminne      |
| Hulterstad 91:1                          | Gravfält                         |              | Hulterstad, Öland   |       | 56.412705, 16.556592 | 10081900910001 | Ladda upp en bild av detta fornminne      |
| Hulterstad 92:1                          | Stensättning                     |              | Hulterstad, Öland   |       | 56.412748, 16.569445 | 10081900920001 | Ladda upp en bild av detta fornminne      |
| Hulterstad 109:1                         | Stensättning                     |              | Hulterstad, Öland   |       | 56.488384, 16.540509 | 10081901090001 | Ladda upp en bild av detta fornminne      |
| Hulterstad 112:1                         | Hällristning                     |              | Hulterstad, Öland   |       | 56.488010, 16.536809 | 10081901120001 | Ladda upp en bild av detta fornminne      |
| Hulterstad 117:1                         | Stensättning                     |              | Hulterstad, Öland   |       | 56.481565, 16.535903 | 10081901170001 | Ladda upp en bild av detta fornminne      |
| Hulterstad 118:1                         | Stensättning                     |              | Hulterstad, Öland   |       | 56.481741, 16.534909 | 10081901180001 | Ladda upp en bild av detta fornminne      |
| Hulterstad 119:1                         | Stensättning                     |              | Hulterstad, Öland   |       | 56.481276, 16.533263 | 10081901190001 | Ladda upp en bild av detta fornminne      |
| Hulterstad 120:1                         | Husgrund, förhistorisk/medeltida |              | Hulterstad, Öland   |       | 56.480638, 16.532881 | 10081901200001 | Ladda upp en bild av detta fornminne      |
| Hulterstad 126:1                         | Husgrund, förhistorisk/medeltida |              | Hulterstad, Öland   |       | 56.495081, 16.527354 | 10081901260001 | Ladda upp en bild av detta fornminne      |
| Hulterstad 127:1                         | Hällristning                     |              | Hulterstad, Öland   |       | 56.496718, 16.518731 | 10081901270001 | Ladda upp en bild av detta fornminne      |
| Hulterstad 135:1                         | Husgrund, förhistorisk/medeltida |              | Hulterstad, Öland   |       | 56.456212, 16.566842 | 10081901350001 | Ladda upp en bild av detta fornminne      |
| Hulterstad 137:1                         | Stensättning                     |              | Hulterstad, Öland   |       | 56.464027, 16.604508 | 10081901370001 | Ladda upp en bild av detta fornminne      |
| Hulterstad 140:1                         | Stensättning                     |              | Hulterstad, Öland   |       | 56.454613, 16.590527 | 10081901400001 | Ladda upp en bild av detta fornminne      |
| Hulterstad 148:1                         | Stensättning                     |              | Hulterstad, Öland   |       | 56.452932, 16.598148 | 10081901480001 | Ladda upp en bild av detta fornminne      |
| Hulterstad 149:1                         | Stensättning                     |              | Hulterstad, Öland   |       | 56.453125, 16.599961 | 10081901490001 | Ladda upp en bild av detta fornminne      |
| Hulterstad 150:1                         | Gravfält                         |              | Hulterstad, Öland   |       | 56.449804, 16.597381 | 10081901500001 | Ladda upp en bild av detta fornminne      |
| Hulterstad 151:1                         | Stensättning                     |              | Hulterstad, Öland   |       | 56.449487, 16.596293 | 10081901510001 | Ladda upp en bild av detta fornminne      |
| Hulterstad 159:1                         | Husgrund, förhistorisk/medeltida |              | Hulterstad, Öland   |       | 56.481561, 16.517073 | 10081901590001 | Ladda upp en bild av detta fornminne      |
| Hulterstad 162:1                         | Husgrund, förhistorisk/medeltida |              | Hulterstad, Öland   |       | 56.477522, 16.515443 | 10081901620001 | Ladda upp en bild av detta fornminne      |
| Hulterstad 177:1                         | Stenkistgrav                     |              | Hulterstad, Öland   |       | 56.433078, 16.560290 | 10081901770001 | Ladda upp en bild av detta fornminne      |
| Hulterstad 183:1                         | Husgrund, förhistorisk/medeltida |              | Hulterstad, Öland   |       | 56.446475, 16.582358 | 10081901830001 | Ladda upp en bild av detta fornminne      |
| Hulterstad 191:1                         | Stensättning                     |              | Hulterstad, Öland   |       | 56.400872, 16.563039 | 10081901910001 | Ladda upp en bild av detta fornminne      |
| Kärringrör (nr 1) (Hulterstad 195:1)     | Stensättning                     |              | Hulterstad, Öland   |       | 56.408282, 16.542919 | 10081901950001 | Ladda upp en bild av detta fornminne      |
| Kärringrör (nr 1) (Hulterstad 195:2)     | Stensättning                     |              | Hulterstad, Öland   |       | 56.408342, 16.542612 | 10081901950002 | Ladda upp en bild av detta fornminne      |